# Kunstseide
Kunstseide bezeichnet synthetische Filamentgarne, die Naturseide nachahmen. Der Begriff geht auf Joseph Wilson Swan zurück, der 1885 die Bezeichnung „artifical silk“ für die von ihm künstlich erzeugten Nitratcellulosefilamente einführte. Später wurden auch die auf Basis von Cellulose ersponnenen Kupfer-, Viskose- und Acetatfilamentgarne als Kunstseide bezeichnet.

## Begriffsgeschichte
Unter dem Oberbegriff Kunstseide wurden noch bis in die 1950er/1960er Jahre allgemein und offiziell die Cellulosefilamentgarne zusammengefasst, denn schon Anfang des 20. Jahrhunderts hatte sich herausgestellt, dass sich diese Bezeichnung durch den Begriff Glanzstoff nicht verdrängen ließ. Die Bezeichnung Glanzstoff war 1899 mit der Gründung der Vereinigten Glanzstoff-Fabriken AG für die in ihrem Werk hergestellte „künstliche Seide“ Kupferseide eingeführt worden, auch mit der Absicht, die Kunstseide nicht nur als ein Surrogat für Naturseide erscheinen zu lassen. Es sollte vielmehr ein neues Textilprodukt für neue und besondere Verwendungszwecke geschaffen werden.
Im Zusammenhang mit einem juristisch ausgetragenen Markenschutzstreit für „Gütermanns Nähseide“ durften in der Bundesrepublik Deutschland seit den 1950er Jahren bei Chemiefasern Wortverbindungen mit „Seide“, z. B. Viskoseseide oder Kupferseide, nicht mehr benutzt werden, weshalb auch die Oberbegriffe Kunst- bzw. Chemieseiden für diese Erzeugnisse hinfällig wurden.

## Entwicklungsgeschichte der Kunstseidenherstellung

### Erste Ideen und Entwicklungen zur Erzeugung künstlicher Filamente
Die Idee künstlicher Textilfasern ist erstmals von dem englischen Forscher Robert Hooke in seinem 1665 erschienenen Buch Micrographie, or some Physiological Descriptions of Minute Bodies, made by Magnifying Glasses, with Observations and Inquieries thereupon beschrieben worden. Er schlug darin vor, aus einer leimartigen Holzfasermasse feine Fäden zu ziehen, ähnlich dem Produkt der Seidenraupe.
Diese Anregung hatte aber keine praktischen Versuche zur Folge. René-Antoine Ferchault de Réaumur dachte im Jahr 1734 daran, aus Gummilack oder dergleichen genügend feine Fäden auszuziehen; die von ihm durchgeführten Laborversuche ergaben allerdings keine brauchbaren Fasern.
Das grundlegende Ziel beider Wissenschaftler, einen günstigen Ersatz für Seide zu finden, konnte wegen des Fehlens einer geeigneten Spinndüse und Spinnlösung nicht erreicht werden.
Im Jahr 1842 konnte der Seidenweber Louis Schwabe auf einer Tagung der British Association eine Art Spinndüse vorstellen, mit der er aus einer Glasschmelze durch eine feine Öffnung Glasfasern erzeugen konnte.
Bei Experimenten mit Baumwolle und unterschiedlichen Holzsorten entdeckte der französische Chemiker Anselme Payen im Jahr 1839 die Cellulose als Baustein des Holzes.
Schon 1832 erzeugte Henri Braccanot lösliche Cellulose mit Hilfe von Salpetersäure, und 1846 stellte Christian Friedrich Schönbein durch Behandlung von Baumwolle mit einem Salpetersäure/Schwefelsäure-Gemisch Schießbaumwolle her. George Audemars erhielt danach aus sorgfältig gereinigten und gebleichten Bastfasern des Maulbeerbaums mit Hilfe von Salpetersäure Cellulosenitrat, das er unter Zusatz von Kautschuk in einem Alkohol-Äther-Gemisch auflöste. Die so gebildete Kollodiummasse ließ sich mittels einer Stahlspitze zu Fäden ausziehen; zu einer praktischen Anwendung kam es aber nicht, da geeignete Apparaturen fehlten.
Ab den 1880er Jahren konnte ein homogenes Fadenmaterial auf Cellulosebasis erzeugt werden. Daraus konnten Kohlefäden hergestellt werden, was die Massenproduktion von Glühlampen ermöglichte.
Bei dem Verfahren wurde erstmals eine Kollodiumlösung durch feine Öffnungen in eine Erstarrungsflüssigkeit ausgepresst. Das dabei entstehende Filament wurde unter gleichzeitigem Ausziehen zum Koagulieren gebracht.
Joseph Wilson Swan bezeichnete seine so ähnlich erzeugten Filamente erstmals als „artifical silk“, also Kunstseide.
1925 wurden weltweit 83.000 Tonnen Kunstseide produziert, davon in Amerika 30,13 Prozent, in Italien 16,26 Prozent und in Deutschland als drittgrößtem Produzenten 14,45 Prozent. Insgesamt machten Kunstseiden nur 1,15 Prozent der globalen Textilfasererzeugung aus, 80,3 Prozent der Weltproduktion entfielen auf Baumwolle.

### Filamentgarne auf Basis Cellulosenitrat
- 1664 untersuchte Robert Hooke Seidenmaterial erstmals mikroskopisch, um die Struktur zu entschlüsseln.
- 1839 entwickelte Anselme Payen die Grundlage für die Herstellung von cellulosischen Filamentgarnen, indem er ein Verfahren fand, mit dem sich aus Holz Cellulose gewinnen ließ.
- 1845 gelang es Christian Friedrich Schönbein, Cellulosenitrat in Alkohol und Äther zu lösen.
- 1855: Erstmals wurde von George Philippe Audemars die Herstellung von Nitratcellulose-Filamentgarnen beschrieben, indem er Cellulosenitrat in Alkohol und Äther löste. Das Verfahren hat keine praktische Bedeutung erlangt.
- 1883: Joseph Wilson Swan stellte erstmals Fasern aus Cellulosenitrat her.
- 1890: Die Société Anonyme pour le fabrication de la soie de Chardonnet nahm die fabrikmäßige Herstellung von cellulosischen Filamentgarnen auf.[14]

### Filamentgarne auf Basis Cuprammoniumcellulose
- 1857: Der Zürcher Chemieprofessor Matthias Eduard Schweizer entdeckte, dass sich Cellulosefasern in wässrigen Lösungen aus Kupfer(II)-hydroxid und Ammoniakwasser (Schweizers Reagens) lösen lassen.
- 1881/82: Der Brite William Crookes und der Amerikaner Edward Weston versuchten erfolglos, aus Cuoxamlösung brauchbare Fäden zu erhalten[15]
- 1892: Der Chemiker Max Fremery und der Ingenieur Johann Urban nutzen in ihrer Rheinischen Glühlampenfabrik Dr. Max Fremery & Co. erstmals in Schweizers Reagens aufbereitete Cellulose-Lösung zur Herstellung von Glühfäden. Das Verfahren wurde soweit verfeinert, dass sich die gelösten Cellulosefasern auch zur Weiterverarbeitung zu Textilgewebe nutzen ließen.
- 1897: Fremery und Urban meldeten unter dem Namen des deutschen Chemikers Hermann Pauly ihr Verfahren, aus in Kupferoxydammoniak gelöster Cellulose Fäden herzustellen, zum Patent an, die Pauly-Seide (DRP 98642)[16] wird zur Grundlage für das heute gängige Herstellungsverfahren[17]
- 1899: Fremery und Urban gründeten die Vereinigte Glanzstoff-Fabriken zur Herstellung von Kupferseide.[14]

### Filamentgarne auf Basis Celluloseacetat
- 1865: Erstmalige Gewinnung von Celluloseacetat aus Baumwollfasern und Essigsäureanhydrid durch den französischen Chemiker Paul Schützenberger.
- 1907: Erstmalige Produktion von Acetatseide in der Kunstseidenfabrik Jülich.
- 1920: Erfindung eines Färbeverfahrens für die bis dahin nicht färbbare Acetatseide durch den Schweizer René Clavel.
- 1921: Beginn der Massenproduktion von Acetatseide unter dem Handelsnamen „Celanese“ durch die Gebrüder Dreyfus und deren British Celanese, Ltd., gefolgt von der Eröffnung weiterer Produktionsstandorte in den USA und im übrigen Europa.

### Filamentgarne auf der Basis von Viskose (Cellulose-Xanthogenat)

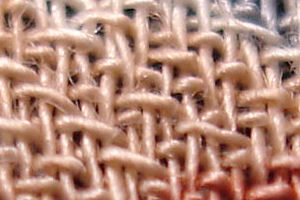
Gewebe aus Viskose

1891 entdeckten Charles Frederick Cross, Edward John Bevan und Clayton Beadle ein Verfahren zur Herstellung von Viskose, die aus Cellulose-Xanthogenat gewonnen wird. Viskose ist in der Herstellung ökonomischer als Filamentgarne auf Nitrat- und Cuprammoniumbasis, da als Grundstoff der billige Holzzellstoff dient, während für Nitrat- und Cuprammonium-Filamentgarne das kostspieligere Baumwoll-Linters benötigt wird.

## Eigenschaften
Cellulosische Filamentgarne sind der echten Seide in Optik und Haptik ähnlich; auch cellulosische Filamentgarne bestehen aus sehr feinen Fäden und weisen einen charakteristischen Glanz auf. Allerdings besteht Naturseide aus Proteinfasern, während Cellulose eine polysaccharidische Struktur hat.
Strümpfe aus Kunstseide verlieren jedoch nach einigem Tragen und Waschen ihre Form und bildeten Falten, vor allem im Knöchelbereich. Kunstseide wird außerdem brüchig und spröde, wenn sie nass ist. Kunstseide glänzte bis in die 1920er Jahre übermäßig, was als speckig und aufdringlich wahrgenommen wurde.

## Kulturelle Rezeption
Irmgard Keuns 1932 erschienener Roman Das kunstseidene Mädchen machte die Kunstseide zum Symbol der aufstrebenden Frauen der Weimarer Republik. Die UFA hat 1938 unter der Regie von Robert A. Stemmle den Spielfilm Am seidenen Faden produziert und in die Kinos gebracht, der die Geschichte eines Kunstseidenfabrikanten erzählt. 1953 erschien Kasimir Edschmids Roman Der Zauberfaden, der von der Familien- und Unternehmensgeschichte der Bembergs inspiriert ist.